# Sinunukan III
Sinunukan III is een bestuurslaag in het regentschap Mandailing Natal van de provincie Noord-Sumatra, Indonesië. Sinunukan III telt 1264 inwoners (volkstelling 2010).